# Гаркавіче
Гаркавіче (пол. Harkawicze) — село в Польщі, у гміні Шудзялово Сокульського повіту Підляського воєводства.
Населення — 41 особа (2011).
У 1975—1998 роках село належало до Білостоцького воєводства.

## Демографія
Демографічна структура станом на 31 березня 2011 року:
|          | Загалом | Допрацездатний вік | Працездатний вік | Постпрацездатний вік |
| -------- | ------- | ------------------ | ---------------- | -------------------- |
| Чоловіки | 17      | 4                  | 6                | 7                    |
| Жінки    | 24      | 3                  | 6                | 15                   |
| Разом    | 41      | 7                  | 12               | 22                   |

## Уродженці
- Павал Валошин (1891—1937) — білоруський громадський та політичний діяч, публіцист.